# Риббаза
Рибба́за (рос. Рыббаза) — село у складі Амурського району Хабаровського краю, Росія. Входить до складу Вознесенського сільського поселення.

## Населення
Населення — 50 осіб (2010; 75 у 2002).
Національний склад (станом на 2002 рік):
- нанайці — 72 %